# Lycée Jean-Moulin (Pézenas)
Pour les articles homonymes, voir Lycée Jean-Moulin, Jean Moulin (homonymie) et Moulin (homonymie).
Le lycée général et technologique Jean-Moulin est un établissement français public d'enseignement secondaire situé avenue Paul-Vidal-de-la-Blache à Pézenas (Hérault, Languedoc-Roussillon). Il porte son nom en hommage au résistant français Jean Moulin (1899-1943), originaire de Béziers où il a fait une partie de ses études au lycée Henri-IV. 
Le lycée Jean Moulin fait partie d'une Cité scolaire mixte avec le collège Jean-Bène. Il a été sous restructuration. C'est actuellement le seul lycée de Pézenas accueillant des élèves souhaitant obtenir un Baccalauréat général. 

## Classes
Le lycée accueille principalement les élèves venant des collèges de Mèze, Roujan, Servian et de Pézenas. Ces élèves sont répartis dans douze classes de seconde, à la rentrée de 2019. 
À la suite de la réforme du baccalauréat général et technologique , le lycée possède quasiment l'intégralité des spécialités proposés aux élèves de première et de terminale. 

## Classement du Lycée
En 2015, le lycée se classe 20e sur 28 au niveau départemental quant à la qualité d'enseignement, et 1506e au niveau national. Le classement s'établit sur trois critères : le taux de réussite au bac, la proportion d'élèves de première qui obtient le baccalauréat en ayant fait les deux dernières années de leur scolarité dans l'établissement, et la valeur ajoutée (calculée à partir de l'origine sociale des élèves, de leur âge et de leurs résultats au diplôme national du brevet).

## Cinquantième anniversaire du Lycée
Le 11 mai 2016, à l'occasion du cinquantième anniversaire du passage du lycée au statut de lycée d'état, une journée de célébrations est organisée. Portée par deux élèves ainsi que leur proviseur, Benoît Grellet, les festivités sont marquées par la plantation d'un olivier de la paix et le baptême de l'amphithéâtre Paulette-Fouchard-Ayot. Le cinquantième anniversaire de l'échange franco-allemand entre le lycée Jean-Moulin et le lycée Gertrud-von-le-Fort de Oberstdorf (Bavière, Allemagne) est aussi fêté.